# Air Tahiti
Air Tahiti ist eine französisch-polynesische Regionalfluggesellschaft in mit Sitz in Papeete und Basis auf dem Flughafen Tahiti. Sie gilt neben Air Tahiti Nui als die wichtigste Fluggesellschaft des Überseeterritoriums.

## Geschichte

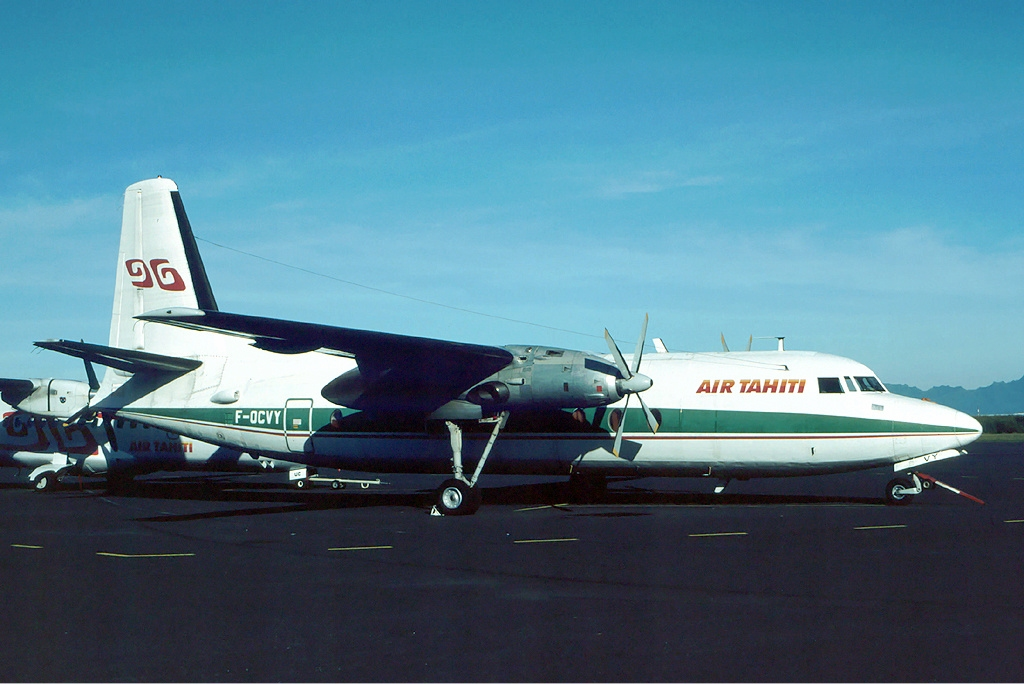
Fairchild F-27 der Air Tahiti im Jahr 1988

Im Jahr 1943 hatte das United States Marine Corps einen Militärflugplatz auf Bora Bora gebaut, der ab 1950 zur zivilen Nutzung freigegeben wurde. Ortsansässige Unternehmer gründeten im selben Jahr eine erste Fluggesellschaft namens Air Tahiti, die ihren Betrieb mit einem Amphibienflugzeug des Typs Grumman G-44 zwischen Bora Bora und Tahiti aufnahm. Weil sich die Maschine als zu klein erwies, stellte die französische Territorialverwaltung dem Unternehmen im Jahr 1951 ein Amphibienflugzeug des Typs Grumman G-73 zur Verfügung. Die Gesellschaft flog ab dem 25. Juni 1953 zusätzlich die Gambierinseln sowie ab Oktober 1953 auch Nuku Hiva (Marquesas) an.
Im Juli 1953 wurde mit der Régie Aérienne Interinsulaire (kurz RAI; ICAO-Code: RI) eine zweite Fluggesellschaft in der Region gegründet, die als Staatsunternehmen dem französischen Verkehrsministerium unterstellt war. Die Territorialverwaltung entzog Air Tahiti anschließend die Verkehrsrechte, woraufhin diese Gesellschaft aufgelöst wurde. Die staatliche RAI übernahm die zuvor an Air Tahiti verliehene Grumman G-73 und beauftragte gleichzeitig die private französische Fluggesellschaft Transports Aériens Intercontinentaux (TAI) mit der Fortsetzung des Flugbetriebs zwischen den Inseln. Die Auftragsflüge erfolgten im Markenauftritt der RAI. Das Staatsunternehmen stellte kurz darauf zwei Consolidated PBY „Catalina“ in Dienst, mit denen das Streckennetz im Jahr 1955 nach Tubuai und Raivavae (Austral-Inseln) erweitert wurde. Als Ersatz für die im Februar 1958 verunglückte „Catalina“ (siehe Zwischenfälle) erwarb die Gesellschaft im Mai 1958 ein Flugboot des Typs Short Sandringham. Die Maschine kam ab dem 15. Oktober 1958 zunächst überwiegend zwischen Bora Bora und Tahiti zum Einsatz.
Nachdem TAI im Oktober 1958 eine Langstreckenverbindung zwischen Nouméa (Neukaledonien) und Bora Bora eingerichtet hatte, erwarb sie die Mehrheitsbeteiligung an der RAI, die infolge ihrer Privatisierung den leicht geänderten Namen Réseau Aérien Interinsulaire erhielt. Nach der Fertigstellung des Flughafens in Papeete war es RAI ab 1960 möglich, von ihrer Muttergesellschaft gemietete Douglas DC-4 zwischen Tahiti und Bora Bora einzusetzen. Die zu dieser Zeit bestehenden Routen von Papeete nach Huahine, Raiatea, Rangiroa und Tikehau wurden weiterhin mit der Short Sandringham beflogen. Am 1. Oktober 1963 fusionierten die Fluggesellschaften TAI und UAT miteinander, wodurch RAI zu einem Tochterunternehmen der neu entstandenen Union de Transports Aériens (UTA) wurde. Zu dieser Zeit umfasste das regionale Liniennetz weiterhin sechs Zielorte, wobei nun aber Moorea anstelle von Tikehau bedient wurde.
Zum Jahresbeginn 1970 firmierte UTA ihr Tochterunternehmen RAI in Air Polynésie um (ICAO-Code: VT). Die Gesellschaft betrieb damals zwei Douglas DC-4, eine De Havilland Canada DHC-6 „Twin Otter“ sowie die Short Sandringham, welche am 29. September 1970 ausgemustert wurde. Im Jahr 1971 beförderte das Unternehmen 140.000 Passagiere. Als Ersatz für die veralteten Douglas DC-4 erwarb Air Polynésie im Frühjahr 1972 zwei gebrauchte Fokker F-27-200. Diese Maschinen wurden wiederum im Oktober 1974 von drei gebrauchten Fairchild F-27A abgelöst. Das von Papeete ausgehende Streckennetz umfasste im selben Jahr zwölf Zielorte. Ende der 1970er Jahre betrieb Air Polynésie eine Britten-Norman BN-2 Islander, eine DHC-6-100, eine DHC-6-300, drei Fairchild F-27A sowie eine F-27J.
UTA veräußerte ihre an der Air Polynésie gehaltenen Beteiligungen im Jahr 1986. Die Firmenanteile wurden zu 75 Prozent von Privatinvestoren sowie zu 25 Prozent von der Territorialverwaltung des Überseegebietes übernommen. Die Gesellschaft erhielt daraufhin im Januar 1987 ihren heutigen Namen Air Tahiti. Nach dem Besitzerwechsel und der Namensänderung wurde die Flotte von Grund auf erneuert und die vorhandenen Maschinen ab 1989 durch moderne ATR-Flugzeuge ersetzt. Das Streckennetz wurde im Anschluss nochmals erweitert. Air Tahiti entschied sich neben der ATR 42 schon früh für die vergrößerten Flugzeuge des Typs ATR 72. Die älteren Maschinen des Typs ATR wurden mittlerweile durch modernere Versionen ersetzt. Im Jahr 2006 verzeichnete die Gesellschaft einen Sitzladefaktor von 67,3 % und beschäftigte mehr als 1.030 Mitarbeiter. Bis 2006 verfügte die Gesellschaft über eine Dornier 228.
Alle am Flughafen Tahiti ankommenden und abfliegenden Flugzeuge und Passagiere werden von Air Tahiti abgefertigt. Dies betraf im Jahr 2012 1.295 Flüge und schloss das Check-In, alle Ground Services, das Catering sowie die technische Betreuung mit ein.
Bis Juni 2020 sank der Anteil des Staates an der Airline auf 14 Prozent.

## Flugziele
Air Tahiti bedient vom Flughafen Tahiti aus 46 Ziele auf den Polynesischen Inseln und Rarotonga auf den Cookinseln. Ende Juni 2020 wurde die Streichung von 26 unrentablen Strecken angekündigt.

## Flotte

### Aktuelle Flotte

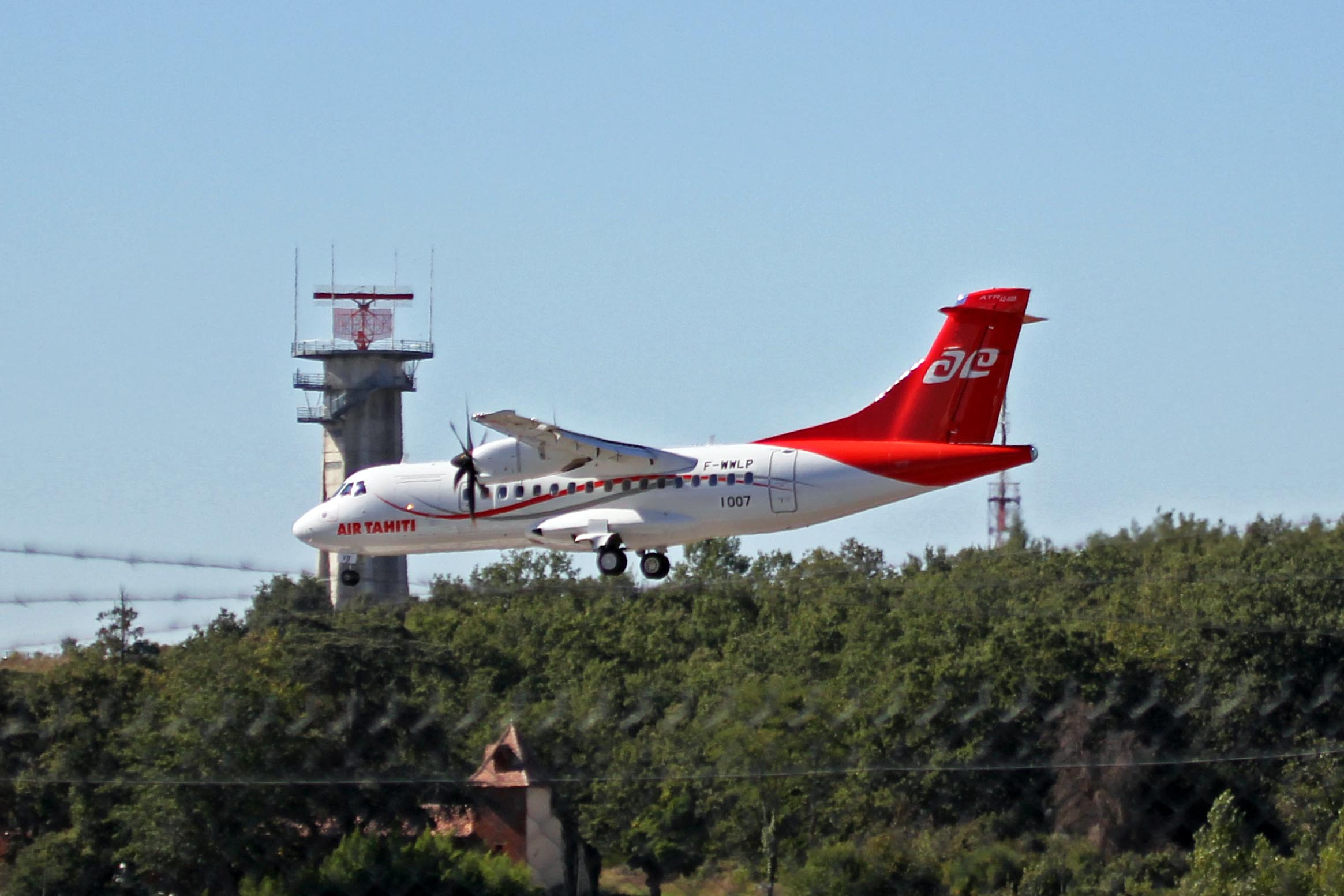
ATR 42-600 der Air Tahiti im aktuellen Farbschema

Mit Stand Mai 2025 besteht die Flotte der Air Tahiti aus zwölf Flugzeugen mit einem Durchschnittsalter von 10,7 Jahren:
| Flugzeugtyp                   | Anzahl | bestellt | Anmerkungen                | Sitzplätze | Durchschnittsalter |
| ----------------------------- | ------ | -------- | -------------------------- | ---------- | ------------------ |
| ATR 42-600                    | 02     |          |                            | 48         | 11,4 Jahre         |
| ATR 72-600                    | 09     |          |                            | 68         | 7,2 Jahre          |
| De Havilland Canada DHC-6-300 | 01     |          | Von Zimex Aviation geleast | 19         | 40,2 Jahre         |
| Gesamt                        | 12     | –        |                            |            | 10,7 Jahre         |

### Aktuelle Sonderbemalungen
| Bemalung | Flugzeugtyp | Luftfahrzeugkennzeichen | Zeitraum          | Bild |
| -------- | ----------- | ----------------------- | ----------------- | ---- |
| 60 Years | ATR 72-600  | F-ORVR                  | seit Oktober 2017 |      |

### Ehemalige Flugzeugtypen
In der Vergangenheit setzte Air Tahiti unter anderem bereits folgende Flugzeugtypen ein:
| Flugzeugtyp               | Anzahl | Anmerkung      | Einflottung | Ausflottung |
| ------------------------- | ------ | -------------- | ----------- | ----------- |
| ATR 42-300                | 5      |                | 1987        | 1999        |
| ATR 42-500                | 7      |                | 1996        | 2014        |
| ATR 72-200                | 3      |                | 1968        | 1974        |
| ATR 72-500                | 11     |                | 1997        | 2019        |
| Lockheed L188C(F) Electra | 1      | Frachtflugzeug | 1987        | 1988        |

## Basisdaten
Verkehrszahlen
Im Jahr 2012 beförderte Air Tahiti insgesamt 732.000 Passagiere, davon etwa 231.000 interkontinentale Passagiere. Außerdem wurden insgesamt 2.066 Flüge durchgeführt, die insgesamt 22.689 Stunden gedauert haben.
Eigentümer und Beteiligungen
Mit Stand Januar 2014 sind an der Air Tahiti Privatinvestoren zu 33,5 %, Französisch-Polynesien zu 13,7 %, die Socredo Bank zu 13,4 %, die Angestellten zu 8,4 % und weitere Aktionäre beteiligt.
Die Gesellschaft besaß 99,9 % der Anteile an Air Moorea, die ihren Flugbetrieb im Jahr 2010 eingestellt hat. Außerdem gehört die im Geschäftsflugverkehr tätige Air Archipels mit zwei Beechcraft King Air zur Air-Tahiti-Gruppe.

## Zwischenfälle
- Am 19. Februar 1958 stürzte eine Consolidated PBY (Kennzeichen: F-OAVV) der RAI vor der Küste von Raiatea ins Meer. Die Piloten hatten die Kurve zum Endanflug in zu niedriger Höhe eingeleitet, wodurch die rechte Tragfläche ins Wasser schlug. Bei dem Unfall kamen 15 der 26 Insassen ums Leben.[15]
- Im Oktober 1960 setzte eine Consolidated PBY (Kennzeichen: F-OAYD) der RAI bei einer Wasserung vor Raiatea sehr hart auf. Die Maschine wurde zur Reparatur nach Tahiti geschleppt, dort aber aufgrund der Schadenshöhe als Totalverlust abgeschrieben.[16]
- Am 18. April 1991 verunglückte eine Dornier 228-212 (Kennzeichen: F-OHAB) der Air Tahiti im Landeanflug auf den Flughafen Nuku Hiva. Von den 22 Personen an Bord überlebten zwölf (siehe auch Air-Tahiti-Flug 805).[17]